# Gerhard Klumbies
Gerhard Klumbies (* 5. Dezember 1919 in Königsberg; † 19. Januar 2015 in Jena) war ein deutscher Internist und Psychotherapeut, der als Pionier der Psychosomatik in der DDR gilt. Er lebte auch noch als Emeritus an seiner jahrzehntelangen Wirkungsstätte in Jena.

## Leben und Wirken
Klumbies wurde 1919 als Sohn eines Pfarrers in Königsberg in Ostpreußen geboren. Dort verbrachte er auch seine Kindheit und Jugendjahre. „Vom ersten bis zum letzten Tag“ des Zweiten Weltkrieges war er Soldat, erhielt jedoch die Möglichkeit des gleichzeitigen Studiums der Humanmedizin. Ab 1940 studierte er in seiner Heimatstadt Königsberg, wo er auch Vorlesungen von Konrad Lorenz hörte. Als Soldat hatte er nach eigenem Bekunden immer Bücher von Kant und Einstein bei sich. Nachdem im August 1944 auch die Universitätskliniken in Königsberg den verheerenden britischen Bombenangriffen auf die Innenstadt zum Opfer gefallen waren, setzte Klumbies das Studium in Greifswald fort. Das Kriegsende mit Einmarsch der Amerikaner erlebte er als Famulus in Aue (Sachsen) und Lichtenstein/Sa. Nach Auflösung des dortigen Lazaretts ging Klumbies nach Jena, wo er zunächst beim Wiederaufbau der Universitäts-Kliniken helfen musste. 1946 schloss er das Studium mit dem Staatsexamen ab und wurde Assistenzarzt an der Frauenklinik, aber bald darauf in der Inneren Medizin. 1951 wurde Hellmuth Kleinsorge Leiter der Medizinischen Poliklinik der Universität und damit Chef von Klumbies. Zum Lehrauftrag von Kleinsorge gehörten Psychotherapie und auch Psychoanalyse. Kleinsorge richtete Anfang der 1950er Jahre an seiner Klinik eine Abteilung für „Internistische Psychotherapie“ ein, zu deren Leiter er Klumbies bestimmte. Dieser verstand sich jedoch weiter als Internist mit Schwerpunkt „funktionelle Seite der Organe“. Der Psychoanalyse stand er durchaus kritisch gegenüber. Er hat sich auch nicht der „materialistischen Psychologie“ Pawlows unterworfen. Kleinsorge und Klumbies entwickelten insbesondere die suggestiven Behandlungsverfahren weiter, Klumbies speziell die Schmerztherapie mit Ablationshypnose. Ab 1953 führte Klumbies Psychotherapie-Kurse an der Medizinischen Universitäts-Poliklinik Jena, im Schloss Reinhardsbrunn, in Gera und Warnemünde durch. Er habilitierte sich und erhielt eine Professur.
Das Lehrbuch „Psychotherapie in Klinik und Praxis“ von Kleinsorge und Klumbies konnte nur in Westdeutschland erscheinen. Erst 1974 erschien für die DDR die „Psychotherapie in der Inneren und Allgemeinmedizin“ von Klumbies alleine, der Name Kleinsorge – der 1968 aus der DDR geflüchtet war – musste aus politischen Gründen auch im Text gelöscht werden. Das Buch erlebte bis 1988 fünf Auflagen. Die Medizinische Universitäts-Poliklinik Jena – deren Direktor Klumbies als Nachfolger von Kleinsorge 1962 geworden war – wurde unter Klumbies ein Psychotherapeutisches Zentrum in der DDR, mit Schwerpunkt auf den suggestiven Verfahren. Die von Klumbies noch 1985 eingerichtete Psychosomatische Station existierte bis 2004 in der Medizinischen Klinik. Die Medizinische Poliklinik, der Klumbies vorstand, umfasste ambulant nahezu alle internistischen Fachgebiete und verfügte auch über eine Bettenstation.
1959 hatte Klumbies Aufgaben in der Medizinischen Fakultät zu übernehmen, die ihn nach eigenem Bekunden so stark beanspruchten, dass er sich nicht mehr voll der Psychotherapie widmen konnte. 1960 beantragte er als Ärztlicher Direktor und Prodekan zusammen mit dem Rektor Bolck die Verlegung des Universitätsklinikums aus der Innenstadt nach Jena-Lobeda. Er leitete eine entsprechende Planungsgruppe aus allen Klinikdirektoren, Universitätsadministration, Stadtverwaltung, übergeordneten Gesundheitsbehörden, gesellschaftlichen Organen und Regierung.
Es kam zu DDR-Zeiten lediglich zum Bau der Klinik für Innere Medizin in Lobeda.
1985 wurde Klumbies emeritiert.
Dann kam 1989/90 die Friedliche Revolution in der DDR. „Die Wende war der Traum meines Lebens….Es war mein sehnlichster Wunsch, erstens die Wiedervereinigung Deutschlands zu erleben und zweitens Königsberg wiederzusehen. Beides hat sich dann erfüllt. Nur in der Psychotherapie kam es etwas anders, als ich mir das vorgestellt hatte.“ „Nach der Wende gab es plötzlich nur noch Psychoanalyse und Verhaltenstherapie“. Klumbies störte sich auch an der Dominanz der finanziellen Abrechenbarkeit dieser Leistungen.
Die erste Frau von Klumbies verstarb 1953 an den Folgen einer Tuberkulose. Aus der zweiten Ehe gingen zwei Söhne hervor.

## Medizinische Gesellschaften
- Klumbies war Gründungsmitglied der Gesellschaft für Ärztliche Psychotherapie (GÄP) der DDR. Er fungierte in deren Vorstand als langjähriger Schriftführer. Er hatte den Vorsitz der Sektion Hypnose und autogenes Training der GÄP.

## Ehrenmitgliedschaften
- Gesellschaft für Ärztliche Psychotherapie der DDR
- Österreichische Gesellschaft für wissenschaftliche Hypnose
- Deutsche Gesellschaft für Hypnose und autogenes Training
- Milton-Erickson-Gesellschaft für klinische Hypnose

## Auszeichnungen
- Obermedizinalrat
- John-Rittmeister-Medaille der Gesellschaft für Ärztliche Psychotherapie
- Lifetime Award der Deutschen Gesellschaft für Hypnose und Hypnotherapie

## Werke
- mit Hellmuth Kleinsorge: Psychotherapie in Klinik und Praxis. Urban und Schwarzenberg-Verlag, München / Berlin 1959.
- mit Hellmuth Kleinsorge: Technik der Relaxation – Selbstentspannung. Gustav-Fischer-Verlag, Jena 1961.
- Psychotherapie in der Inneren und Allgemeinmedizin. Hirzel-Verlag, Leipzig 1974.